# Estorninho-de-rarotonga
Estorninho-de-rarotonga  (Aplonis cinerascens) é uma espécie de ave da família Sturnidae.
É endémica das Ilhas Cook.
Os seus habitats naturais são: regiões subtropicais ou tropicais húmidas de alta altitude.
Está ameaçada por perda de habitat.